# 吳中 (永樂進士)
吴中，字孟庸，浙江绍兴人。明朝政治人物、進士。
永乐四年，其中三甲第六十七名，授监察御史。后因天殿灾，应诏谈论政治得失，得明成祖大怒。后因其他事情连坐被论死，之后释放，贬为山西左参政。后跟随成祖北伐，负责饷银。病卒。。